# Гледис Џорџ
Гледис Џорџ (енгл. Gladys George; Патен, 13. септембар 1904 — Лос Анђелес, 8. децембар 1954) била је америчка глумица. Номинована је за Оскара за најбољу главну глумицу за улогу у филму Valiant Is the Word for Carrie.

## Филмографија
| Улоге Гледис Џорџ |                             |               |               |                                                       |
| Година            | Српски назив                | Изворни назив | Улога         | Напомена                                              |
| 1936.             | Друга мајка                 |               |               | номинација - Оскар за најбољу глумицу у главној улози |
| 1938.             | Марија Антоанета            |               | Мадам ди Бари |                                                       |
| 1939.             | Бурне двадесете             |               | Панама Смит   |                                                       |
| 1941.             | Малтешки соко               |               | Ајва Арчер    |                                                       |
| 1946.             | Најбоље године нашег живота |               | Хортенс Дери  |                                                       |
| 1951.             | Детективска прича           |               | Мис           |                                                       |